# アントニオ・F・コロネル
アントニオ・F・コロネル（Antonio F. Coronel、1817年10月21日– 1894年4月17日）は、アメリカの政治家であり、1850年にカリフォルニア州に移行した後、さまざまな政治事務所に移転した。彼は1853年から1854年までロサンゼルスの4代目の市長を務めた。

## 人物
アントニオ・フランシスコ・コロネルは、植民地時代の最後の年にメキシコシティで生まれた。コロネルは、1834年に17歳で両親と一緒にアルタカリフォルニアに移住した。
1838年、彼はロサンゼルスの法廷次官補に任命された。1843年には治安判事になった。1846年から47年の米墨戦争中、アントニオはメキシコで船長と守衛官を務め、米国に対する軍事作戦に参加した。
戦争が終わると、コロネルは1850年から1856年まで最初のロサンゼルス郡評議員を務めた。1853年、コロネルはロサンゼルス市長になり、またコロネルはロサンゼルスコモンカウンシル（1854–1867）の区議会議員を務めた。　